# Stugtjärnen (Skogs socken, Hälsingland)
Stugtjärnen är en sjö i Söderhamns kommun i Hälsingland och ingår i Skärjåns huvudavrinningsområde. Sjön har en area på 0,146 kvadratkilometer och ligger 66,1 meter över havet.

## Delavrinningsområde
Stugtjärnen ingår i det delavrinningsområde (677680-155675) som SMHI kallar för Mynnar i Näsfjärden. Medelhöjden är 73 meter över havet och ytan är 24,2 kvadratkilometer. Räknas de 7 avrinningsområdena uppströms in blir den ackumulerade arean 47,02 kvadratkilometer. Stugtjärnsbäcken som avvattnar avrinningsområdet har biflödesordning 2, vilket innebär att vattnet flödar genom totalt 2 vattendrag innan det når havet efter 30 kilometer. Avrinningsområdet består mestadels av skog (66 procent). Avrinningsområdet har 5,38 kvadratkilometer vattenytor vilket ger det en sjöprocent på 22,2 procent.